# Antonín Pittner
Antonín Pittner (4. června 1814, Polná – 23. srpna 1897, Polná) byl český kupec, národní obrozenec, starosta a kronikář města Polné, otec spisovatelky Vlasty Pittnerové.

## Životopis
Narodil se v rodině obuvnického mistra Josefa Pittnera, vyučil se kupcem v Třebíči a cestoval po Německu, Rakousku a Itálii.

### Obrozenectví
V roce 1834 se vrátil do rodného města, kde si otevřen krám s vinárnou. Navázal styky s českými vlastenci z širokého okolí. Díky svým konexím získal a dále rozšiřoval českou literaturu. Znal se mimo jiné s Karlem Havlíčkem Borovským, J. K. Tylem, V. Náprstkem, F. L. Riegrem. Během pobytu v Polné v letech 1840–1842 Božena Němcová dostala do ruky poprvé českou knihu. V roce 1844 jej jmenovali čestným členem Matice české, protože dokázal získat 200 nových odběratelů tisku.
Roku 1838 založil v Polné obrozeneckou knihovnu, který již o pět let později vlastnila přes 230 svazků. Od roku 1845 se angažoval v ochotnickém divadle a o jeho místní činnosti psal do časopisu Květy. Po vzoru J. K. Tyla zavedl v roce 1843 tzv. České besedy. Během revoluce v roce 1848 byl členem Národní gardy, stál u zrodu Slovanské Lípy.

### Polná
Prosazoval zřízení městské nemocnice, která opravdu byla otevřena v roce 1858. Pomáhal organizovat sbírky na opravu kostela sv. Kateřiny a na stavbu nové věže kostela sv. Anny. V roce 1865 se stal starostou okresního zastupitelstva a brzy poté i purkmistrem Polné. Po bitvě u Hradce Králové v roce 1866 do města vtrhlo 30 000 pruských vojáků, Pittner svým obratným jednáním dokázal vyjednat s pruským velitelstvím odchod armády a zabránil tak velkým škodám, což ocenil i císař František Josef I., který při průjezdu městem Pittnera vyznamenal zlatým záslužným křížem. Starostou města byl nepřetržitě až do roku 1888. V letech 1848–1894 vedl městskou kroniku.
Zemřel roku 1897 v Polné. Byl pochován na městském hřbitově u kostela sv. Barbory.
Je uváděn jako nejvýznamnější polenská osobnost 19. století.